# Netlabel
A netlabel – más néven online label, web label vagy mp3 label – olyan zenei kiadót jelöl, amely az interneten keresztül, digitális formában (pl.: mp3, ogg) teszi elérhetővé és ingyenesen letölthetővé az általa megjelentetett zenéket. Netlabeleken megjelenő zenékre gyakran vonatkoznak olyan szerzői jogi feltételek, amelyek lehetővé teszik a zenék szabad terjesztését, módosítását, újrafelhasználását (Creative Commons).